# Irena Jaros
Irena Jaros (ur. 30 marca 1965 w Łodzi) – polska językoznawczyni, dr hab. nauk humanistycznych, profesor nadzwyczajny Instytutu Filologii Polskiej i Logopedii oraz prodziekan Wydziału Filologicznego Uniwersytetu Łódzkiego.

## Życiorys
31 marca 1995 obroniła pracę doktorską Gwary opoczyńskie na tle językowego pogranicza Małopolski i Mazowsza, 17 września 2010 habilitowała się na podstawie pracy zatytułowanej Nazwy środków czynności w gwarach łęczycko-sieradzkich. Studium słowotwórczo-leksykalne. Otrzymała nominację profesorską.
Objęła funkcję profesora nadzwyczajnego w Instytucie Filologii Polskiej i Logopedii, a także prodziekana na Wydziale Filologicznego Uniwersytetu Łódzkiego.
Była kierownikiem Katedry Dialektologii Polskiej i Logopedii Wydziału Filologicznego Uniwersytetu Łódzkiego.